# NGC 1475
NGC 1475 est une galaxie elliptique relativement éloignée et située dans la constellation de l'Éridan. NGC 1475 a été découverte par l'astronome américain Francis Leavenworth en 1864.

## Caractéristiques
Sa vitesse par rapport au fond diffus cosmologique est de 9 970 ± 29 km/s, ce qui correspond à une distance de Hubble de 147 ± 10 Mpc (∼479 millions d'al).
À ce jour, une mesure non basée sur le décalage vers le rouge (redshift) donne une distance d'environ 137,000 Mpc (∼447 millions d'al). Cette valeur est à l'intérieur des valeurs de la distance de Hubble. Notons cependant que c'est avec la valeur moyenne des mesures indépendantes, lorsqu'elles existent, que la base de données NASA/IPAC calcule le diamètre d'une galaxie et qu'en conséquence le diamètre de NGC 1475 pourrait être d'environ 34,0 kpc (∼111 000 al) si on utilisait la distance de Hubble pour le calculer.
En raison d'une brillance de surface égale à 14,29 mag/am2, on peut qualifier NGC 1475 de galaxie à faible brillance de surface (LSB en anglais pour low surface brightness). Les galaxies LSB sont des galaxies diffuses (D) avec une brillance de surface inférieure de moins d'une magnitude à celle du ciel nocturne ambiant.